# Нова Села (Кула-Норинська)
43°06′ пн. ш. 17°33′ сх. д. / 43.10° пн. ш. 17.55° сх. д.
Нова Села (хорв. Nova Sela) — населений пункт у Хорватії, у Дубровницько-Неретванській жупанії у складі громади Кула Норинська.

## Населення
Населення за даними перепису 2011 року становило 36 осіб.
Динаміка чисельності населення поселення: